# Adam Ciągliński

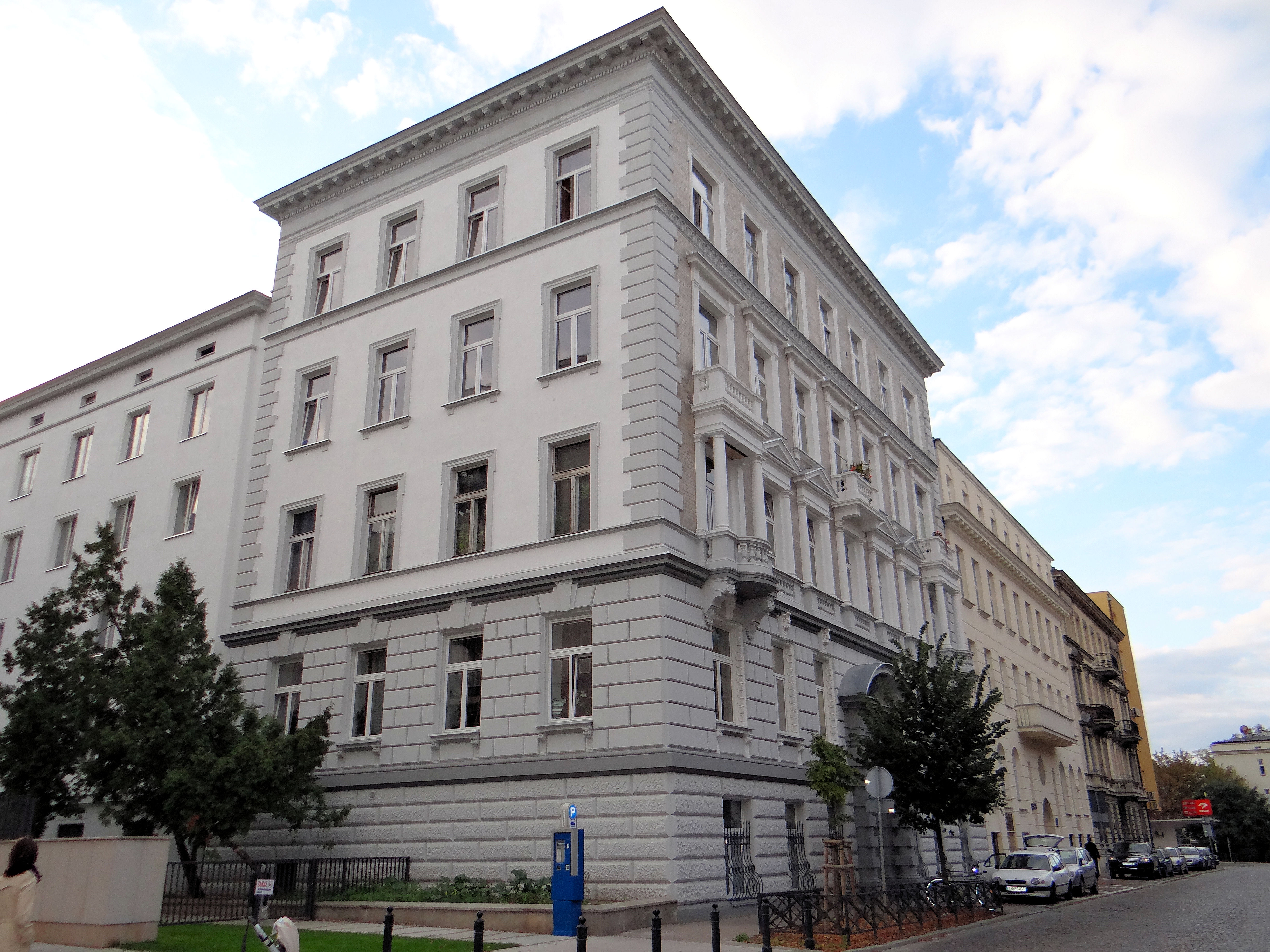
Kamienica Adama Ciąglińskiego w Warszawie

Adam Wincenty Ciągliński (ur. 26 grudnia 1860 w Warszawie, zm. 8 października 1933 tamże) – polski lekarz neurolog i fizjoterapeuta, autor prac z dziedziny statystyki medycznej.

## Życiorys
Był synem Franciszka i Emilii Żulińskiej, siostry Romana Żulińskiego. Brat malarza Jana Ciąglińskiego (1858–1913). Miał jeszcze jednego brata, Napoleona, i troje przyrodniego rodzeństwa: Wandę, Anielę i Józefa.
Studiował medycynę na Cesarskim Uniwersytecie Warszawskim, stopień lekarza uzyskał cum eximia laude 4 czerwca 1885 roku. Uzupełniał studia za granicą, u Charcota w Paryżu i Erba w Heidelbergu. Po powrocie do Warszawy otrzymał stanowisko ordynatora nadetatowego w klinice terapeutycznej, w sezonie letnim praktykował w zakładzie przyrodoleczniczym Jana Bielińskiego w Nowym Mieście nad Pilicą. 9 grudnia 1889 otrzymał stopień doktora medycyny na podstawie dysertacji poświęconej grzybicom. Od 1892 był młodszym ordynatorem w Szpitalu Dzieciątka Jezus i lekarzem ambulatorium przy tym szpitalu. Od 1891 pracował w Zakładzie leczniczym hydropatyczno-pneumatycznym dla chorych przychodzących, od 1893 był jego właścicielem. Ciągliński był lekarzem Kolei Warszawsko-Wiedeńskiej, w 1898 roku zastępcą lekarza naczelnego kolei. Stanowisko stracił w 1913 roku w związku z upaństwowieniem kolei. W 1903 otworzył własny zakład wodoleczniczy pod adresem ul. Kopernika 11. Od 1919 do 1930 roku był naczelnikiem wydziału statystycznego w Ministerstwie Zdrowia Publicznego.

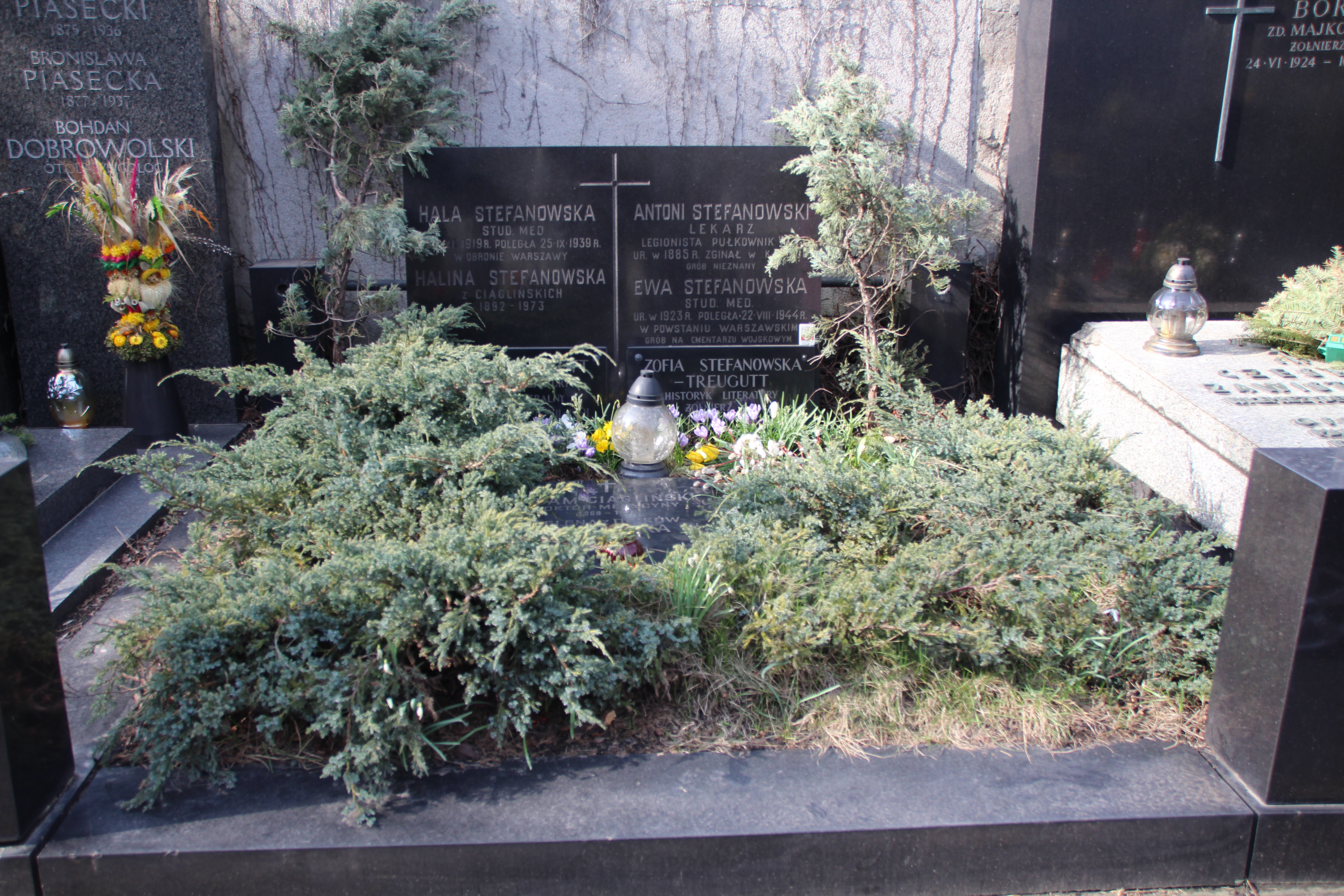
Grób rodzinny Adama Ciąglińskiego

30 stycznia 1892 ożenił się z Heleną Deike (1871–1956), córką Emilii Marii Hinc i Karola Deike (1845–1906), dyrektora Banku Handlowego w Warszawie i członka komisji rewizyjnej Towarzystwa Kolei Warszawsko-Wiedeńskiej. Mieli dwoje dzieci – Marię Halinę (1892–1973), zamężną za lekarzem Antonim Stefanowskim, i Romana, zmarłego w 1916 roku.
Zmarł 8 października 1933, został pochowany na cmentarzu Powązkowskim (pod murem V-64/65).

## Wybrane prace
- K učeniû o plêsnevych mikozah: èksperimental′no-patologičeskoe izslědovanie (К учению о плесневых микозах: Эксперим.-патол. исслед). Varšava, 1889
- Przypadek ogólnej rozedmy podskórnej przy złamaniu żebra. Gazeta Lekarska 2 (11), 594, 1891
- Adam Ciągliński, Otton Hewelke. W kwestyi tzw. czarnego języka. Kronika Lekarska, 1892
- Ciągliński, Hewelke. Ueber die sogenannte schwarze Zunge. Zeitschrift für klinische Medizin 22, 1893.
- Julian Kramsztyk, Adam Ciągliński. Bluterguss im Gehirn eines Kindes, Gehirngeschwulst (Apoplexia cerebri, Gliosarcoma telangiectaticum). „Archiv für pathologische Anatomie und Physiologie und für klinische Medicin”. 153 (3), s. 401–421, 1898. DOI: 10.1007/BF01947653.
- O współzależności zjawisk i oznaczeniu jej współczynnika. Warszawa, 1917
- Zasady statystyki szpitalnej. Miesięcznik Statystyczny, 1920
- Statystyka lekarska. Medycyna Doświadczalna i Społeczna, 1925
- Co oznacza spadek cyfr zgonów na gruźlicę w okresie powojennym. Warszawskie Czasopismo Lekarskie 2 (3), 112–116, 1925
- Pierwiastek czasu w określeniu prawdopodobieństwa zgonu i natężenia śmiertelności. Kwartalnik Statystyczny 2, s. 225, 1925
- Sprawozdanie o stanie zdrowotnym Rzeczypospolitej Polskiej oraz o działalności władz i instytucji zdrowia publicznego w roku 1925. Warszawa, 1927